# Erika Pluhar
Pour les articles homonymes, voir Pluhar.
 (août 2017).
Si vous disposez d'ouvrages ou d'articles de référence ou si vous connaissez des sites web de qualité traitant du thème abordé ici, merci de compléter l'article en donnant les références utiles à sa vérifiabilité et en les liant à la section « Notes et références ».
Erika Pluhar, née le 28 février 1939 à Vienne, est une chanteuse, écrivaine, et actrice autrichienne.

## Biographie
Erika Pluhar est fille de Anna et Josef Pluhar. Après son certificat de maturité en 1957, elle étudie au Max Reinhardt Seminar et à l'Académie viennoise de musique et des arts de la scène où elle obtient son diplôme avec distinction en 1959. 
Au début des années 1970, Erika Pluhar se lance dans une carrière de chanteuse. 
Erika Pluhar écrit depuis son enfance, et son premier livre est publié en 1981.

## Vie privée
Erika Pluhar a été mariée deux fois (avec Udo Proksch (en), homme d'affaires et condamné pour l'assassinat de six personnes et André Heller, poète et artiste) et a eu une fille, Anna.

## Filmographie
- 1968 : Moos auf den Steinen : Julia
- 1970 : Perrak (de) : Claire Imhoff
- 1972 : L'Angoisse du gardien de but au moment du penalty (Die Angst des Tormanns beim Elfmeter) : Gloria
- 1973 : Reigen : l'actrice
- 1976 : Feuerwerk : Iduna, l'épouse
- 1977 : Die Brüder : Rachel Fachmin
- 1977 : Tod oder Freiheit : Baronin Nicole von Beck
- 1978 : Der Mann im Schilf : Hannah
- 1978 : C'est mon gigolo (Schöner Gigolo, armer Gigolo) : Eva
- 1979 : Le Renard (série télévisée) : Charlotte Bäcker (Saison 3, épisode 4 : Efficacité)
- 1980 : Sonntagskinder : Mother
- 1984 : Liebe ist kein Argument : Lea
- 1993 : Rosalinas Haus
- 1994 : Etwas am Herzen : Susanne
- 1994 : Rosen aus Jericho
- 2010 : Das Ende ist mein Anfang : Angela Terzani

## Prix et distinctions
- 1986 : Kammerschauspielerin